# سوقوتا
سوقوتا هي بلدة تقع في ولاية أمهرة،إثيوبيا.